# Союз боротьби за незалежність Білорусі
Союз боротьби за незалежність Білорусі (СБНБ) (біл. Саюз змаганьня за незалежнасьць Беларусі) — організація на заході Білорусі, яка діяла у 1946-1949 роках. Метою організації було відновлення білоруської незалежності.

## Історія
Організація була створена студентською молоддю по ініціативі командира партизанського отряду Івана Романчука. Установчий з'їзд пройшов улітку 1946 року на хуторі Царська Ліпа (у інших джерелах — Саска Ліпка) у Несвізькому районі. На заході було присутньо 6 чоловік, серед яких були студенти Гродненського педагогічного інституту.
Структурно СБНБ складався з громад не більше п'яти чоловік у кожній. Всіх друзів знав тільки керівник. Завдання кожного була створити свою громаду, i стати її керівником. Присутні на першому засіданні увійшли в громаду Михайла Кожичі, а Іван Романчук пішов знову в ліси. Незабаром структури Організацією були створені в галушки i Несвіжський, Столбцовському район, а також в Гродно.